# 葉尼塞斯克區
60°N 89°E / 60°N 89°E
葉尼塞斯克區（俄语：Енисейский район），是俄羅斯的一個區，位於該國中部，由克拉斯諾亞爾斯克邊疆區負責管轄，始建於1924年4月4日，面積106,300平方公里，2010年人口27,223，人口密度每平方公里0.26人。